# Blas Díaz
Blas Yamil Díaz Silva (San Ignacio Guazú, 3 de febrero de 1991) es un futbolista paraguayo. Juega de mediocampista. Actualmente sin equipo.

## Clubes
| Club                      | País      | Año       |
| ------------------------- | --------- | --------- |
| Libertad                  | Paraguay  | 2012-2015 |
| CD Santaní (préstamo)     | Paraguay  | 2015      |
| Sol de América (préstamo) | Paraguay  | 2016      |
| Capiatá (préstamo)        | Paraguay  | 2017      |
| General Díaz (préstamo)   | Paraguay  | 2017-2018 |
| CD Santaní                | Paraguay  | 2018-2019 |
| Sportivo Luqueño          | Paraguay  | 2020-2021 |
| Macará (préstamo)         | Ecuador   | 2021      |
| Sportivo Luqueño          | Paraguay  | 2021-2022 |
| Atlético Huila            | Colombia  | 2022-2023 |
| Xelajú M. C.              | Guatemala | 2024      |
| Jaguares de Córdoba       | Colombia  | 2024      |

## Palmarés

### Títulos nacionales
| Título           | Club     | País     | Año    |
| ---------------- | -------- | -------- | ------ |
| Primera División | Libertad | Paraguay | 2012-C |
| Primera División | Libertad | Paraguay | 2014-A |
| Primera División | Libertad | Paraguay | 2014-C |

### Condecoraciones
| Condecoración                                                                     | Año  |
| --------------------------------------------------------------------------------- | ---- |
| Condecorado "Hijo Dilecto de la Ciudad" por la Municipalidad de San Ignacio Guazú | 2022 |

## Estadísticas
| Club                    | Div           | Temporada     | Liga | Liga | Copa Nacional | Copa Nacional | Copa Internacional | Copa Internacional | Total | Total |
| Club                    | Div           | Temporada     | PJ   | G    | PJ            | G             | PJ                 | G                  | PJ    | G     |
| ----------------------- | ------------- | ------------- | ---- | ---- | ------------- | ------------- | ------------------ | ------------------ | ----- | ----- |
| Libertad Paraguay       |               |               |      |      |               |               |                    |                    |       |       |
| 1.ª                     | 2012/13       | 15            | 1    | -    | -             | 2             | 0                  | 17                 | 1     |       |
| Total                   | Total         | 15            | 1    | 0    | 0             | 2             | 0                  | 17                 | 1     |       |
| Dtvo. Santaní Paraguay  |               |               |      |      |               |               |                    |                    |       |       |
| 1.ª                     | 2015          | 40            | 10   | -    | -             | 0             | 0                  | 40                 | 10    |       |
| Total                   | Total         | 40            | 10   | 0    | 0             | 0             | 0                  | 40                 | 10    |       |
| Sol de América Paraguay |               |               |      |      |               |               |                    |                    |       |       |
| 1.ª                     | 2016          | 19            | 3    | -    | -             | 1             | 0                  | 20                 | 3     |       |
| Total                   | Total         | 19            | 3    | 0    | 0             | 1             | 0                  | 20                 | 3     |       |
| Dtvo. Capiatá Paraguay  |               |               |      |      |               |               |                    |                    |       |       |
| 1.ª                     | 2017          | 5             | 0    | -    | -             | 1             | 0                  | 6                  | 0     |       |
| Total                   | Total         | 5             | 0    | 0    | 0             | 1             | 0                  | 6                  | 0     |       |
| Gral. Díaz Paraguay     |               |               |      |      |               |               |                    |                    |       |       |
| 1.ª                     | 2018          | 19            | 9    | -    | -             | 0             | 0                  | 19                 | 9     |       |
| Total                   | Total         | 19            | 9    | 0    | 0             | 0             | 0                  | 19                 | 9     |       |
| Dtvo. Santaní Paraguay  |               |               |      |      |               |               |                    |                    |       |       |
| 1.ª                     | 2018          | 41            | 6    | -    | -             | 0             | 0                  | 41                 | 6     |       |
| 1.ª                     | 2019          | 3             | 1    | -    | -             | 1             | 1                  | 4                  | 2     |       |
| Total                   | Total         | 3             | 10   | 0    | 0             | 1             | 1                  | 37                 | 10    |       |
| Macará · Ecuador        |               |               |      |      |               |               |                    |                    |       |       |
| 1.ª                     | 2021          | 7             | 2    | -    | -             | 0             | 0                  | 7                  | 2     |       |
| Total                   | Total         | 0             | 0    | 0    | 0             | 0             | 0                  | 0                  | 0     |       |
| Total carrera           | Total carrera | Total carrera | 107  | 35   | 0             | 0             | 5                  | 1                  | 145   | 35    |